# De Spaansche Vloot

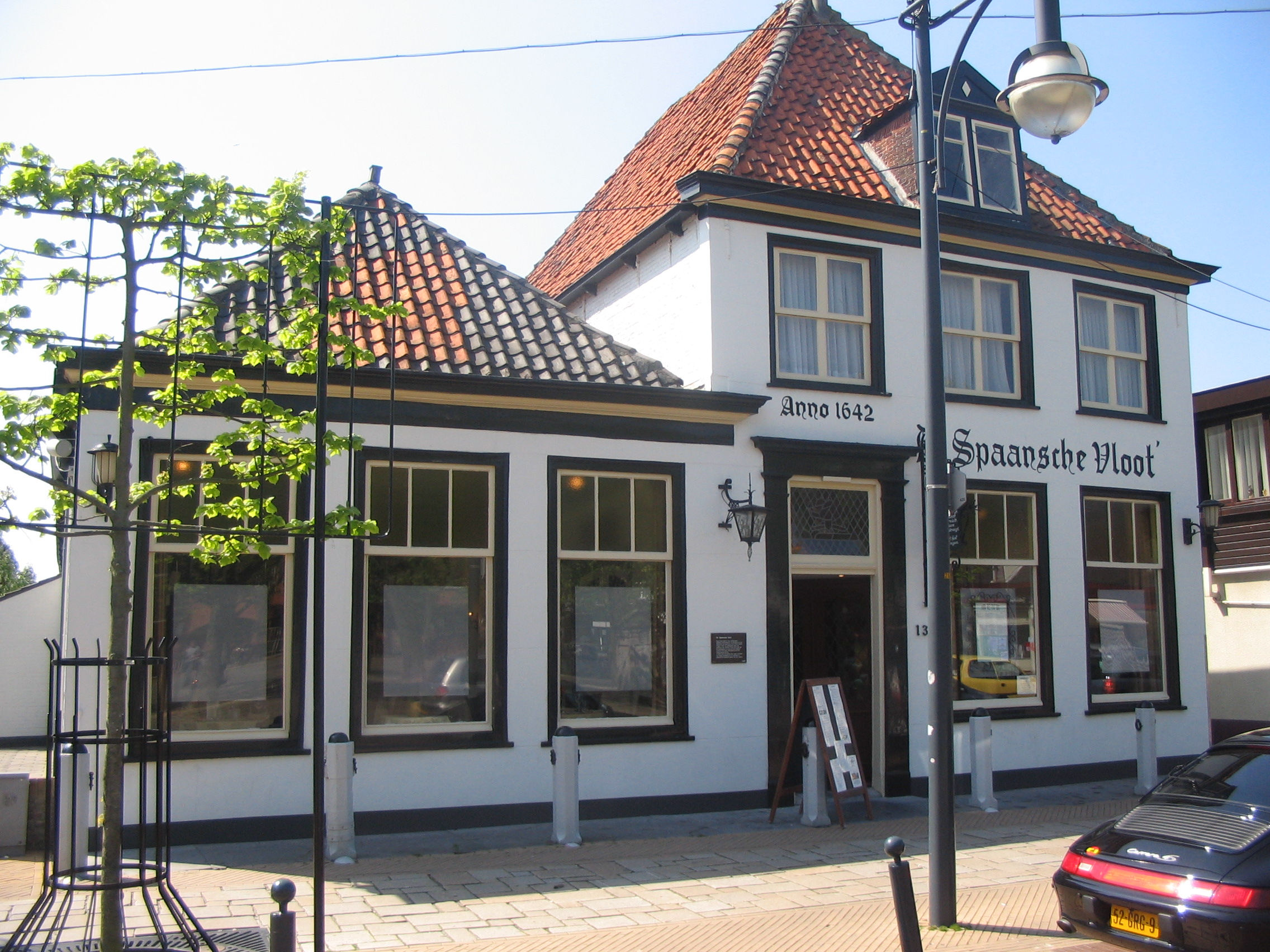
De Spaansche Vloot, april 2010.

De Spaansche Vloot is een horecagelegenheid, rijksmonument en voormalige herberg in 's-Gravenzande in de Nederlandse provincie Zuid-Holland. Het gebouw staat aan het Marktplein en is gebouwd omstreeks 1690.
De eerste herberg die op deze plaats stond, werd geopend door Aechte Bosboom in 1540 aan de Merckeveld met de naam 'De Bosboom'. Het was een dorpsherberg met een slaapgelegenheid en gelagkamer.
De naam komt van de zeeslag bij Duins. Tijdens deze slag versloeg Maarten Tromp de Spaanse vloot. De toenmalige herbergier Gerrit Jansz. was zo trots op deze gebeurtenis dat hij een uithangbord met een afbeelding van de zeeslag aan de gevel hing en de naam van de herberg veranderde in De Spaansche Vloot.
Het bestuur van Sand-Ambacht, het gedeelte van 's-Gravenzande dat niet bij de stad hoorde, zetelde in het gebouw. In 1690 brandde de herberg volledig af en werd op de oude resten herbouwd tot wat het nu is.
De eerste Westlandse veiling vond zijn oorsprong in de herberg, waar de producten in 1880 uitgestald werden op de biljarttafel en op de tafels. Aan de hoogste bieders werden de producten verkocht. In 1903 werd er een zaal aangebouwd om meer ruimte te kunnen bieden. Het pand werd verhuurd aan Veilingvereeniging Westland, afdeling 's-Gravenzande, die in 1889 was opgericht. In de herberg werd tot het jaar 1914 geveild. Dat laatste jaar werd door de vereniging een eigen pand gebouwd. 
Tijdens de Tweede Wereldoorlog werd de herberg door de Duitsers gevorderd voor het huisvesten van militairen. Na de oorlog keerden de oorspronkelijke bewoners terug, die het verwaarloosde gebouw lieten herstellen. 
In 1990 kreeg het restaurant De Spaansche Vloot het predicaat Hofleverancier. 
Na een grondige restauratie is sinds juli 2019 brasserie Chapter geopend in het oude pand.